# 裸阿科斯喉盤魚
裸阿科斯喉盤魚（學名：Arcos nudus），又稱裸喉盤魚，為輻鰭魚綱喉盤魚目喉盤魚科的其中一種，分布於西大西洋巴哈馬南至小安地列斯群島半鹹水、海域，深度0至8公尺，本魚體蝌蚪形，身體扁平，頭寬而扁平，額鼻孔有一塊分枝狀的皮辮，上唇寬，前面比側面寬得多，上頜前面有一片不規則的門齒，後面無犬齒或錐形齒，背鰭鰭條7-8枚、臀鰭鰭條6-7枚、胸鰭鰭條23-25枚，吸盤很大，前後有寬的乳突帶，胸鰭基部有明顯的肉墊，無鱗片，體色有分淺色及深色，淺色個體身體和頭部呈淺灰色，密布由密集排列的暗點組成的深色斑點，虹膜內圈呈乳白色；深色個體身體呈灰色至紅色，密布由深棕色斑點組成的網狀狀，虹膜內圈呈紅色，頭部有從眼睛向外輻射的不明顯的橫帶，身體上的暗點形成5條不明顯的橫帶，尾鰭有3條深色垂直帶，由鰭條上的斑點排列而成，背鰭、臀鰭和胸鰭的鰭條均為深色，體長可達9公分，屬底棲性魚類，棲息在岩岸湧浪區，屬肉食性，以小魚、甲殼類、多毛類為食，生活習性不明。